# Tajuria discalis
Tajuria discalis är en fjärilsart som beskrevs av Hans Fruhstorfer 1897. Tajuria discalis ingår i släktet Tajuria och familjen juvelvingar. Inga underarter finns listade i Catalogue of Life.

## Bildgalleri

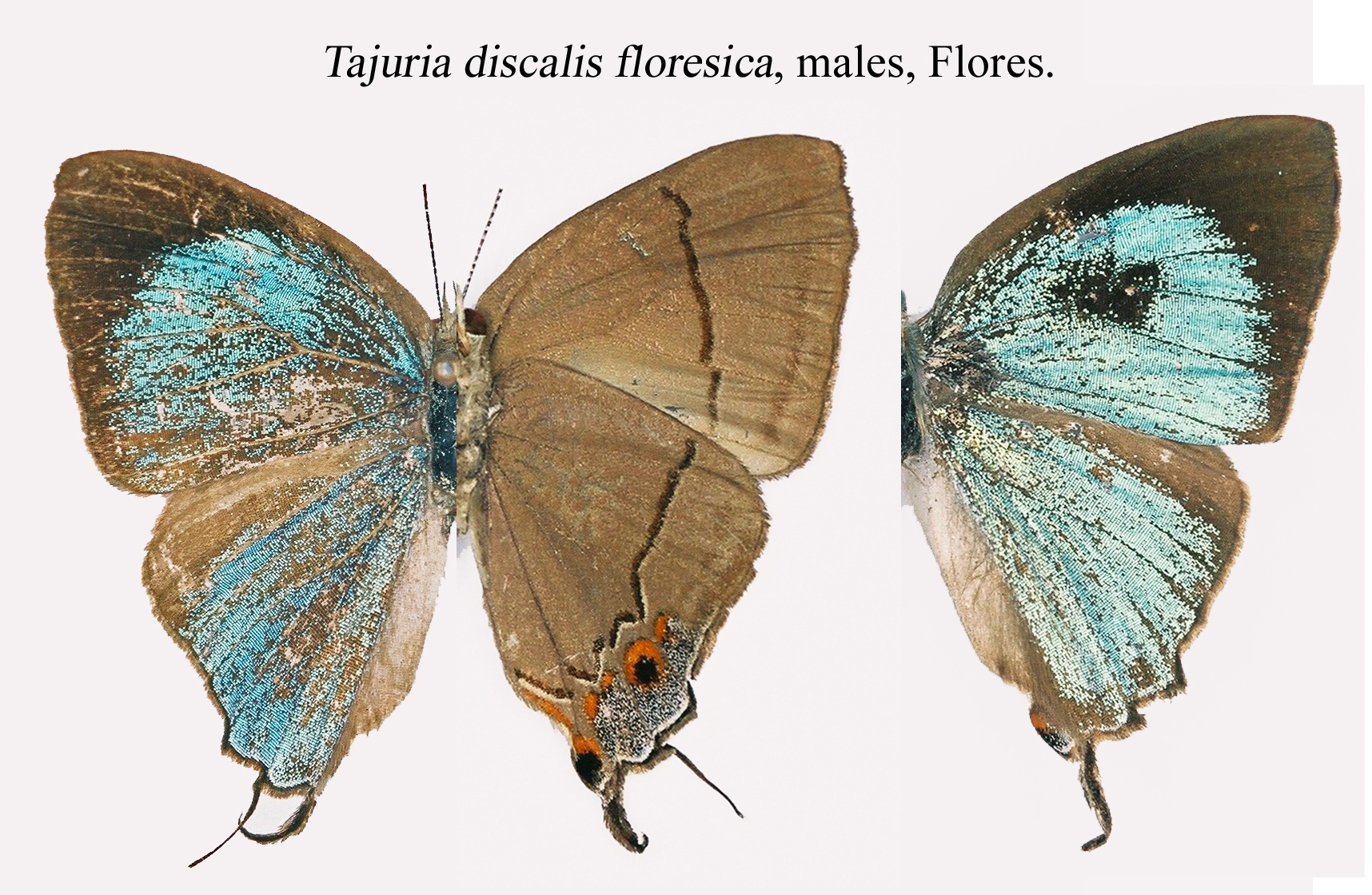